# Ben Vrackie
A Ben Vrackie Skóciában található hegycsúcs, a Skót-felföld középső részének déli területén fekszik, Pitlochry városától északra. Könnyű megközelíthetősége miatt népszerű csúcs a túrázók körében.

## Általános információk
Pitlochry városa népszerű kiindulópont a túrázók számára, mert a Perth és Inverness között futó vasútvonal illetve az A9-es út mentén található, ezért könnyen megközelíthető. A település a Skót-felföld déli határán fekszik, és bár ugyanezen a szélességi fokon Skócia nyugati felén már 1000 méter fölötti csúcsok találhatók, az ország keleti részén csak északabbra veszi kezdetét az igazi felföld. Ennek az az oka, hogy Skócia központi, Glasgow és Edinburgh közötti részét a Skót-felföldtől elválasztó geológiai törésvonal délnyugatról északkeleti irányba húzódik.
A közigazgatásilag Perth és Kinross megye területéhez tartozó csúcs nem része a Skóciában található két nemzeti park egyikének sem, bár a Cairngorms Nemzeti Park déli határa nem sokkal a csúcstól északra húzódik, illetve a Pitlochrytól nyugatra található erdős rész a Forestry Commission Scotland (skót erdészeti bizottság) gondozásában álló Tay Forest Park (Tay erdős park).
A Ben Vrackie egy könnyen felismerhető tájelem, hiszen az északi irány kivételével mindenfelé alacsonyabb területek veszik körbe. Délre a már említett A9-es út és a vasútvonal húzódik a Garry-folyó völgyében, amely északabbra még jobban összeszűkül a magas hegyek között és felveszi a Garry-völgy nevet. Keletre a Brerachan-völgy található, amely otthont ad az A924-es útnak, amely a nagyobb forgalmú A9-es és A93-as utakat köti össze. Nyugatra szintén a Garry-folyó völgye található, északra pedig egy nagy kiterjedésű völgy, a Girnaig-völgy választja el magasabb szomszédjaitól, amelyek már meghaladják az 1000 méteres magasságot.

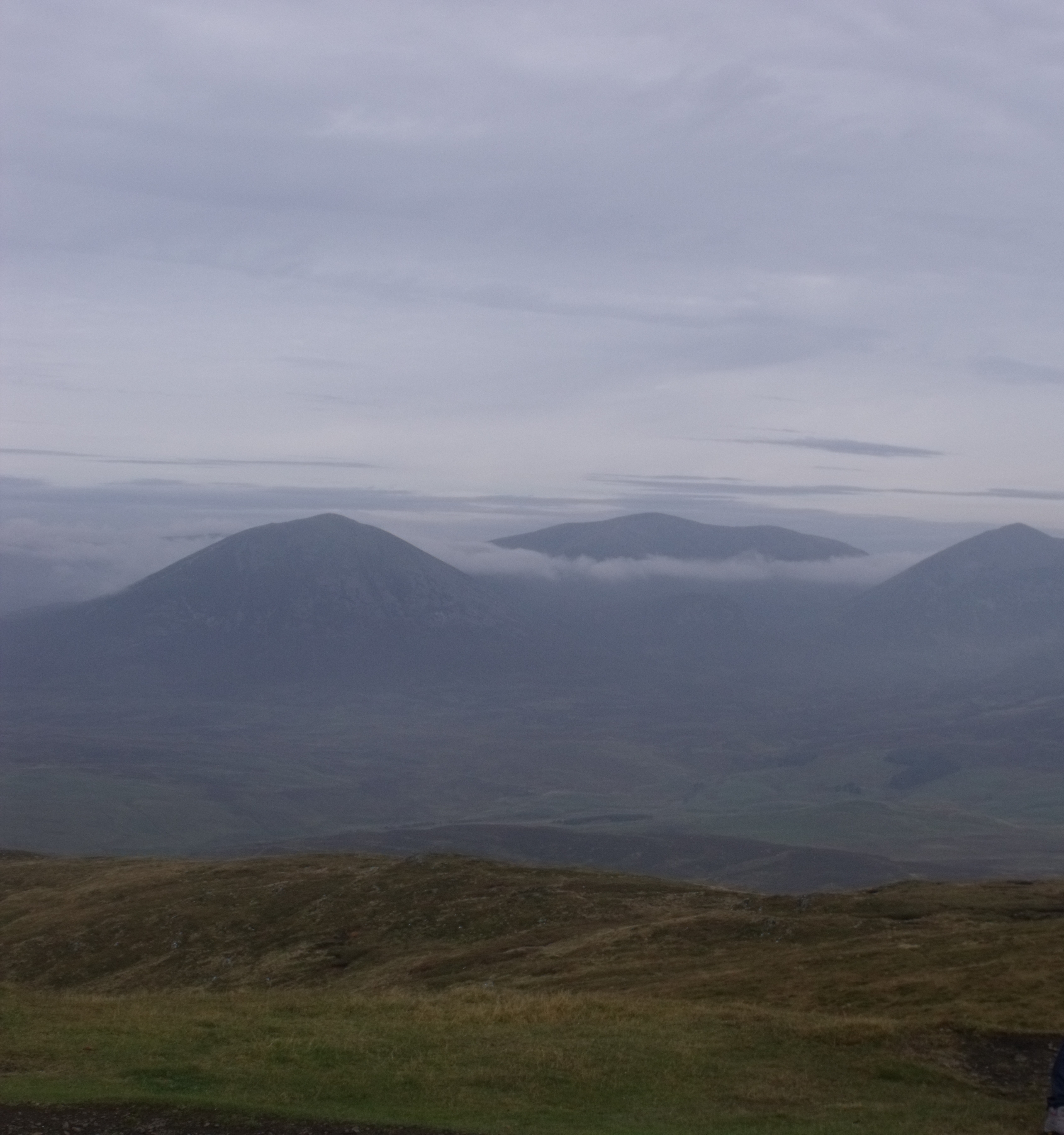
Kilátás északi irányban a Ben Vrackie tetejéről

Nevének eredete a gael breac szóra vezethető vissza, amely több mint 50 skót hegy nevében szerepel. Azokat a hegyeket nevezték el így Skócia régebbi lakói, amelyeknek lejtőit a megszokott sziklás-kavicsos jellegen túl jellemzi egy gyér, ámde mégis könnyen felismerhető vegetáció is, ezáltal a kövek szürkés színébe keveredik egy kis zöldes-barnás árnyalat, ha valaki távolról veszi szemügyre. A breac szó éppen ezt fejezi ki, mivel tarka, foltos jelentéssel bír.
Valószínűleg már több száz év óta ismerték a frekventált helyen lévő hegyet, és nem tudni pontosan, hogy ki mászta meg először. Azt tudni biztosan, hogy Thomas Grierson, egy Gallowayből, Skócia délnyugati részéről származó egyházi személy több hegyet megmászott a történelmi Perthshire területén, neki tulajdonítják a Merrick illetve a Loch Earn közelében lévő Ben Vorlich első megmászását is.

## Élővilága
A Ben Vrackie és környéke SSSI besorolással bíró természetvédelmi terület elsősorban az itt található ritka növényfajok miatt, amelyek a mésztartalmú talajban kedvező feltételekkel növekedhetnek. Ezek közé tartozik egy fűzfafajta (Salix myrsinites), a bíbor csajkavirág (Oxytropis halleri) és az alpesi baktövis (Astragalus alpinus),  ez utóbbi kettő csak 1-2 skót hegyen található meg. A Loch Tummel vízszintjének megemelkedése után telepítették át a palkafélék vagy sásfélék családjába tartozó ritka Schoenus ferrugineust a hegyre, amely szintén ritkán fordul elő.

## A killiecrankie-i csata
A hegycsúcstól nyugatra, a Garry-folyó völgyében található Killiecrankie települése, amely az első jakobita felkelés ideje alatt egy kisebb összecsapás színhelye volt. Amikor az angolok 1688-as dicsőséges forradalma véget ért, a száműzött II. Jakab követőire, a jakobitákra támaszkodva próbálta meg visszaszerezni a hatalmat. A skótok is támogatták Jakab törekvéseit, és ennek köszönhetően ütköztek meg 1689. július 27-én a III. Vilmos király által küldött angol sereggel. Bár a csatát a jakobiták megnyerték, ez nem volt hatással a felkelés kimenetelére, amely a következő hónapokban elvérzett. A csata során keletkezett az a legenda, miszerint egy Donald McBane nevű, a jakobiták elől menekülő katona a Garry-folyó felett 5,5 métert ugorva menekült meg. A helyet ezóta nevezik a Katona ugrásának (Soldier's Leap).

## A túra leírása

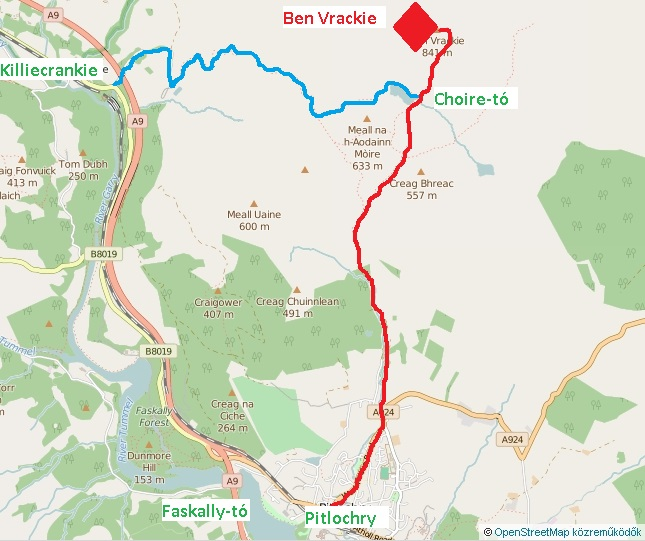
Piros: a Pitlochryból északra haladó útvonal, kék: alternatív útvonal Killiecrankie irányába

A Ben Vrackie csúcsát hagyományosan Pitlochry településéről közelítik meg, amelynek északi részén egy információs táblával ellátott parkoló is található. Az 520 méteres magasságon található Choire-tavat (Loch a' Choire) két irányból is meg lehet közelíteni, innen pedig egy jól látható, kiépített ösvényen lehet felkapaszkodni a 842 méteres csúcsra. A túra a könnyű vagy csak közepesen nehéz kirándulások közé tartozik a többi skót hegyhez viszonyítva, a parkolótól számítva az oda-vissza út nincs 10 kilométer, és a szintemelkedés sem éri el a 800 métert. Alternatív útvonalként szolgálhat Killiecrankie és a csata helyszínének meglátogatása, amelyhez nyugat felé kell tartani a Choire-tótól délre található elágazásnál. Killicrankie-től déli irányban kell haladni a Garry-folyó fákkal tarkított völgyében. Pitlochrytól közvetlenül nyugatra a folyót felduzzasztották, ezzel jött létre a Faskally-tó. Az itt található erőmű a Tummel-völgyben kiépített hidroelektromos rendszer utolsó fázisa, mire a víz ideér, már öt olyan helyen folyik keresztül, ahol termelhet áramot.